# Rein da Medel
El Rein da Medel (en italiano: Reno di Medel; en alemán: Medelser Rhein) es la cabecera más larga del Rin. Se encuentra en los cantones suizos del Tesino y de los Grisones y discurre a través de los valles Val Cadlimo y Val Medel. Rein da Medel es el nombre en el dialecto local del Romanche, el Sursilvan, y que se usa comúnmente para llamar también así a la parte del Tesino.
Los lugares más importantes a lo largo del río son los pueblos de Curaglia y Platta en el municipio de Medel. 

## Curso del río
Las cabeceras de Rein da Medel fluyen a través del Val Cadlimo, un valle al sur de la cordillera alpina principal en el municipio de Quinto en el cantón del Tesino. Este es oficialmente territorio de habla italiana; el nombre italiano del río es Reno di Medel. 
Hay tres corrientes que llevan casi el mismo caudal: 
- El arroyo de la primavera del sur discurre a través del Lago Scuro (a 2451m, entre Punta Negra y Bassa del Lago Scuro)
- El arroyo de manantial central nace en la Botta di Cadlimo (2534m) y poco después discurre a través del Lago di Dentro.
- El arroyo de la primavera del norte nace debajo de la Curnera Pizzo.

El arroyo de la primavera del norte tiene unos 640 metros de largo. Los arroyos de primavera sur y norte tienen unos 1000 m desde el nacimiento a la confluencia en 46°33′56″N 8°42′18″E / 46.5656, 8.7051 . 
Aproximadamente un kilómetro después de la confluencia de estos arroyos de primavera, el Reno di Medel discurre a través del Lago dell'Isra (2322 m). Un desfiladero corre por debajo del Túnel de Base de San Gotardo y marca el paso de Val Medel al Val Cadlimo. Justo debajo de donde se abre la garganta discurre un afluente desde el sur que desciende desde el Passo dell'Uomo a través del valle Val Termine. En esta área, el Reno di Medel forma el límite entre los municipios de Quinto y Blenio. A unos metros al norte de la entrada al embalse de Lai da Sontga Maria (1908 m), se encuentra el límite entre el Tesino y los Grisones siendo una línea recta entre el paso de Lukmanier y Pizzo Scai, que ignora la topografía local. 
En los Grisones, el río fluye a través de la parte  del cantón que habla el Sursilvan. La sección media del río se llama Froda; la sección inferior se llama Rein da Medel. El cambio de nombre tiene lugar en la confluencia con el importante afluente Rein da Cristallina. Las secciones media e inferior del río se encuentran en el valle de Val Medel. La mayor parte de esta sección se encuentra en el municipio de Medel, excepto que la parte más alta está en el Tesino y el último kilómetro en el municipio de Disentis/Muster . 
Un pequeño valle se ramifica hacia el sureste desde Val Medel hacia el puerto de Lukmanier. La entrada a este valle está cubierta por el embalse de Lai da Sontga Maria. Numerosos pequeños afluentes corren hacia el Reno di Medel a lo largo de todo el Val Medel. Los últimos dos kilómetros discurren a través de un cañón llamado Las Ruinas (en alemán: Medelserschlucht), donde el Reno di Medel fluye hacia el Rin anterior a aproximadamente 1075 m sobre el nivel del mar, justo debajo del puente de la carretera que cruza el Rin anterior en la carretera hacia el puerto de Lukmanier. 

## Longitudes del curso de la red
La longitud total del curso de la red desde Medel es aproximadamente de25,4 km. Las longitudes de las distintas secciones son aproximadamente: 
- Aguas del sur: 0,99 km
- Aguas de la cabecera occidental: 1,00 km
- Aguas del norte: 0,64 km
- Reno di Medel (tramos superiores del Val Cadlimo, más parte de los tramos medios en Ticino, excluyendo Lai da Sontga Maria): 6,76 km
- Lai da Sontga Maria: 2,67 km
- Froda (el tramo desecado intermedio alcanza sin Lai da Santa Maria): 5,91 km
- Reno di Medel (tramos más bajos): 9,05 km

## Cuencas hidrográficas vecinas
Las cuencas hidrográficas vecinas clave en el sistema del Rin son: las de Reno Anteriur ( Rin Anterior ), Reno da Nalps y Reno da Sumvitg y en la zona de captación del Po los ríos: Canaria, Murinascia Grande y Brenno. 

## Galería

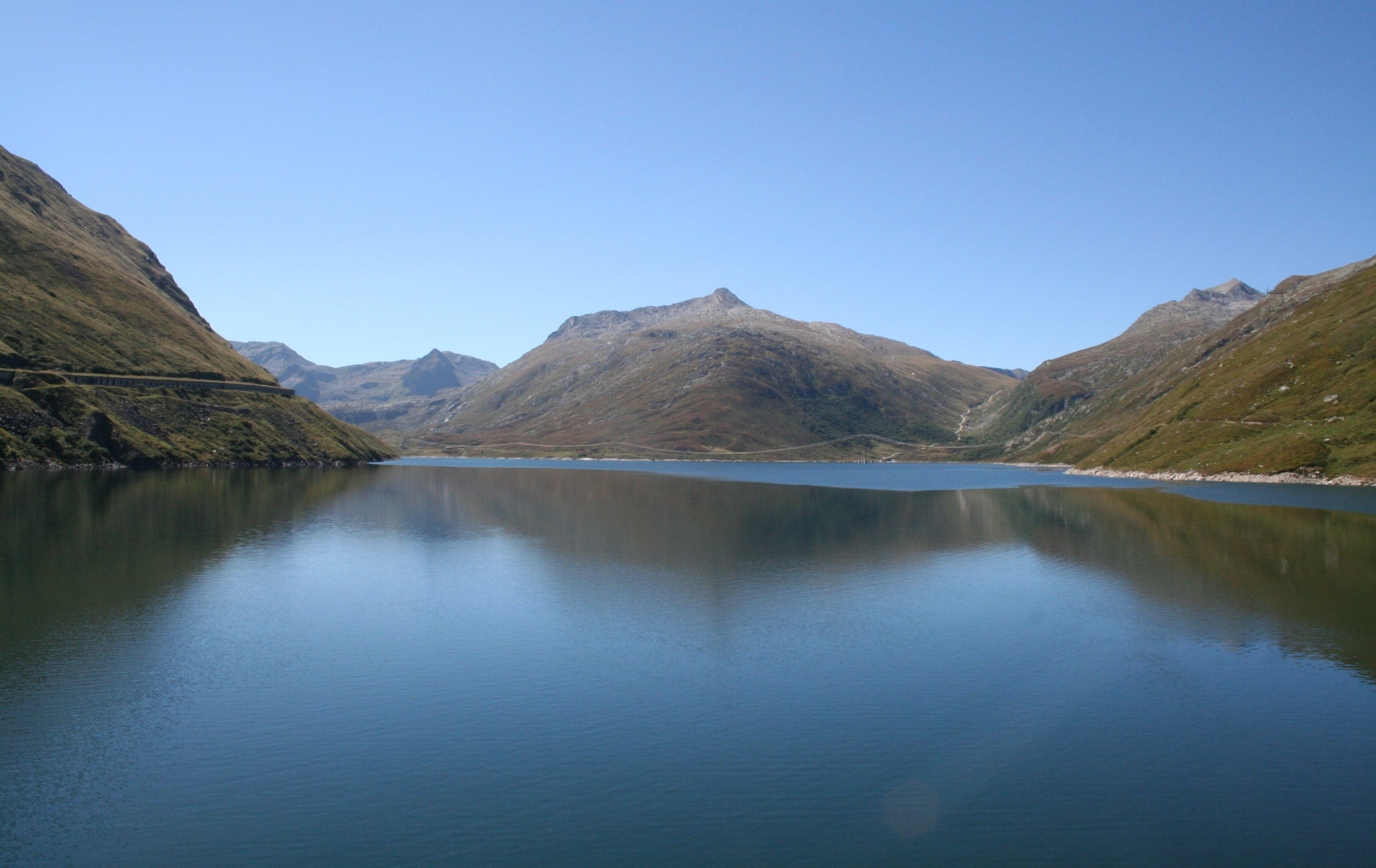
Vista de Lai da Sontga María hacia el sur: a la derecha está la entrada a la garganta del Val Cadlimo superior; también a la derecha: una vista del Val Termine hacia el puerto dell 'Uomo; A la izquierda: el pequeño valle hacia el puerto de Lukmanier.
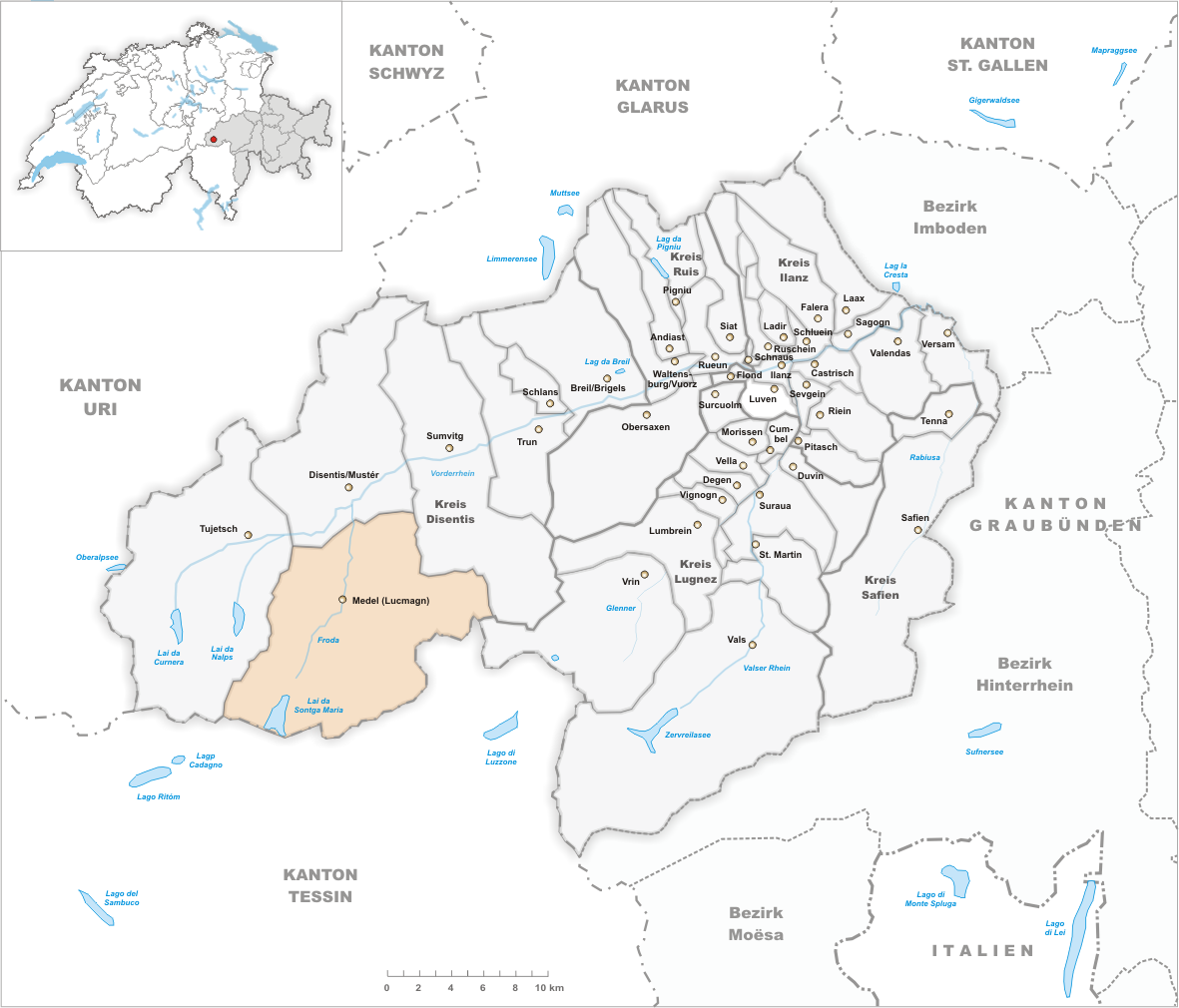
Mapa del municipio de Medel, con el Rein da Medel
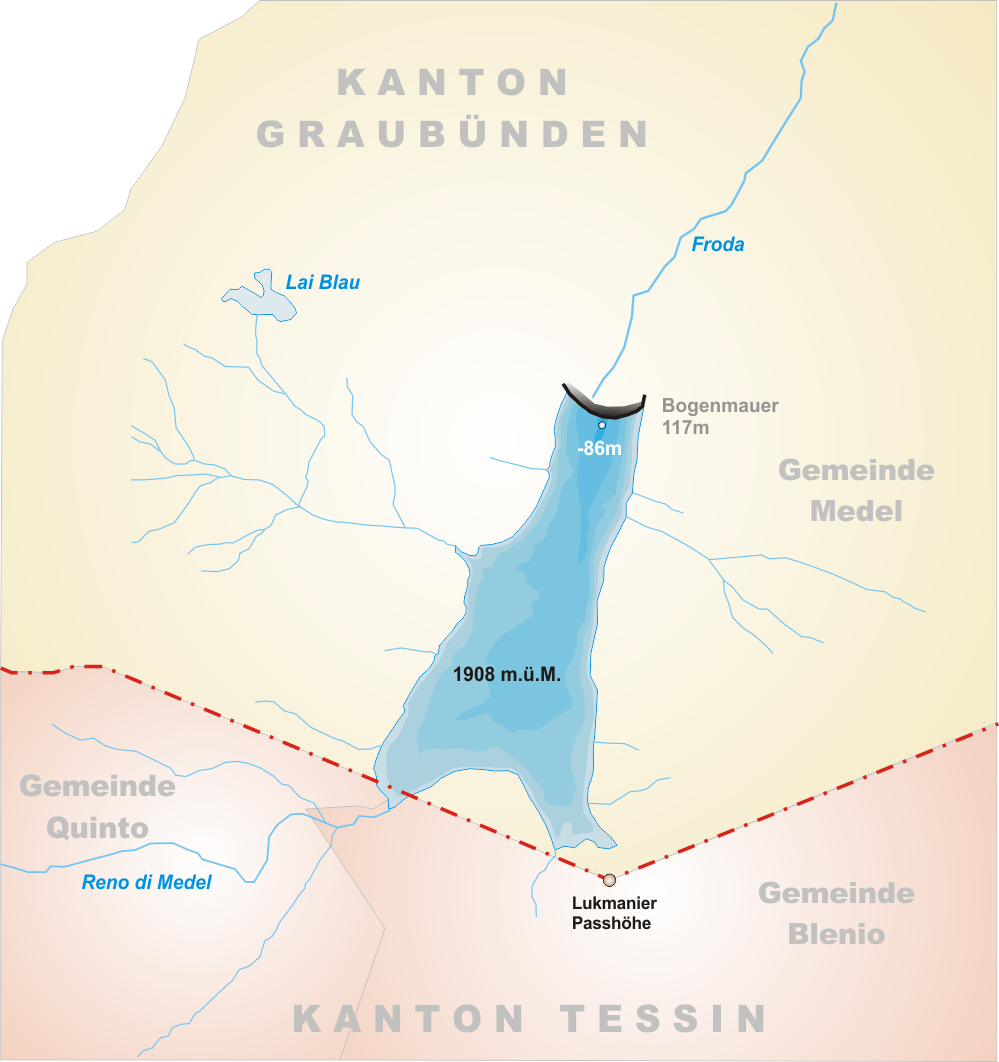
Demarcación de la frontera del cantón de los Grisones (Olivone  pertenece actualmente a Blenio). El arroyo, que aquí se designa como Murinascia Grande, en realidad tiene otro nombre: el verdadero Murinascia Grande discurre hacia el sur a través del Lago Ritóm en el Tesino.
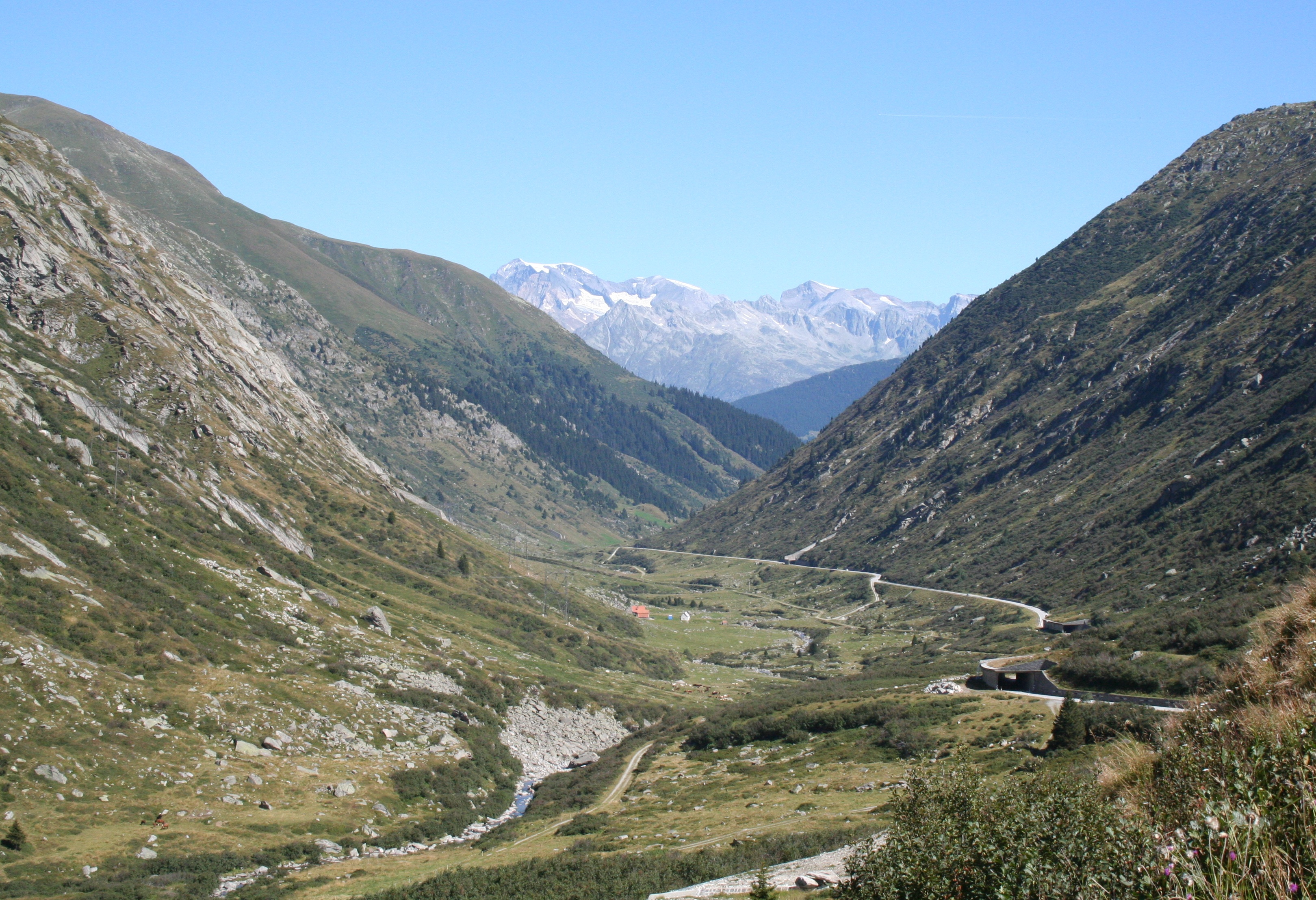
Froda (sección media del Rein da Medel), orientada al norte
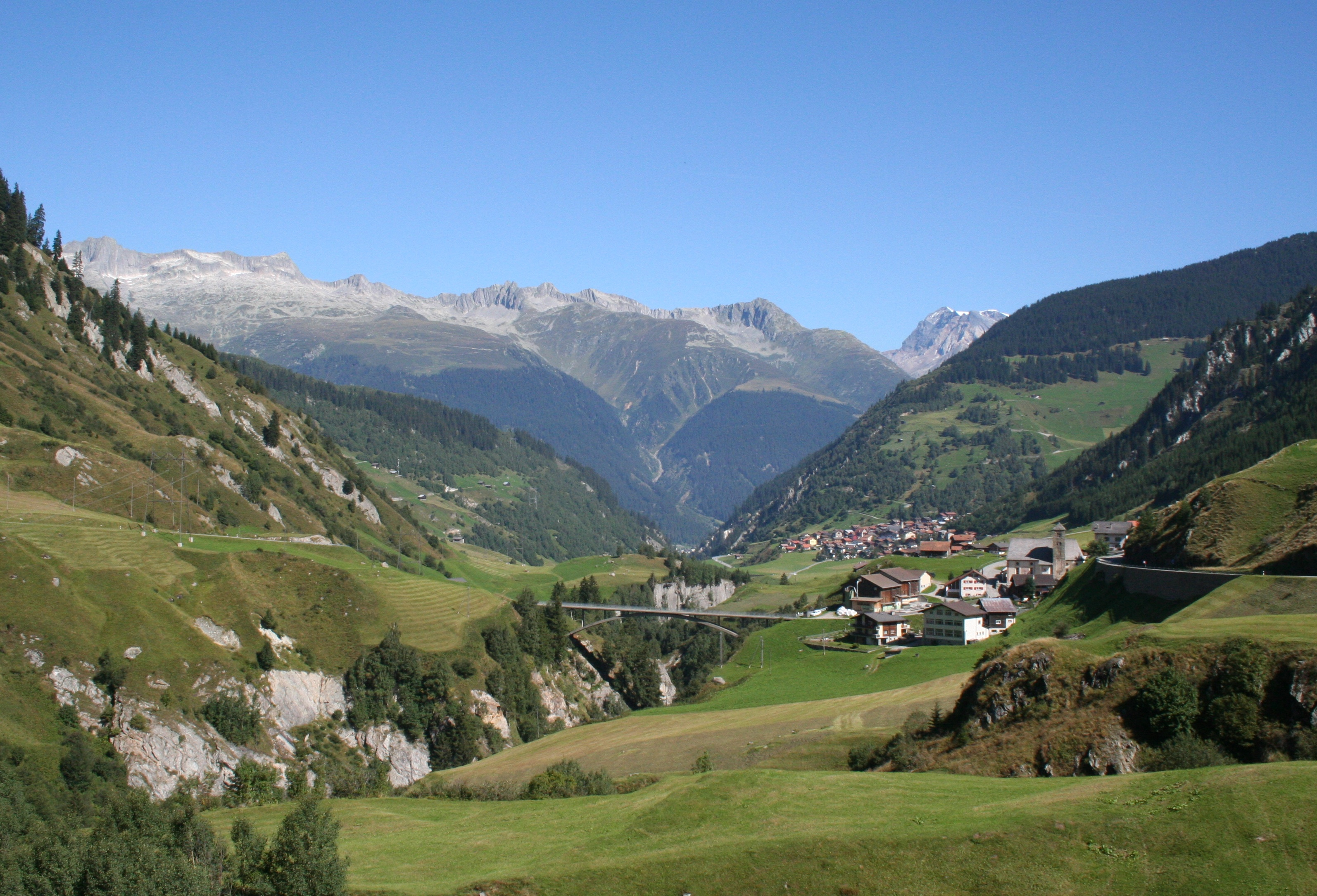
Vista sobre los tramos más bajos del Rein da Medel, mirando hacia el norte. En primer plano, el platta; en el fondo, la Curaglia. Es claramente visible el barranco que el Rein da Medel ha erosionado en el fondo del valle glaciar en forma de U,
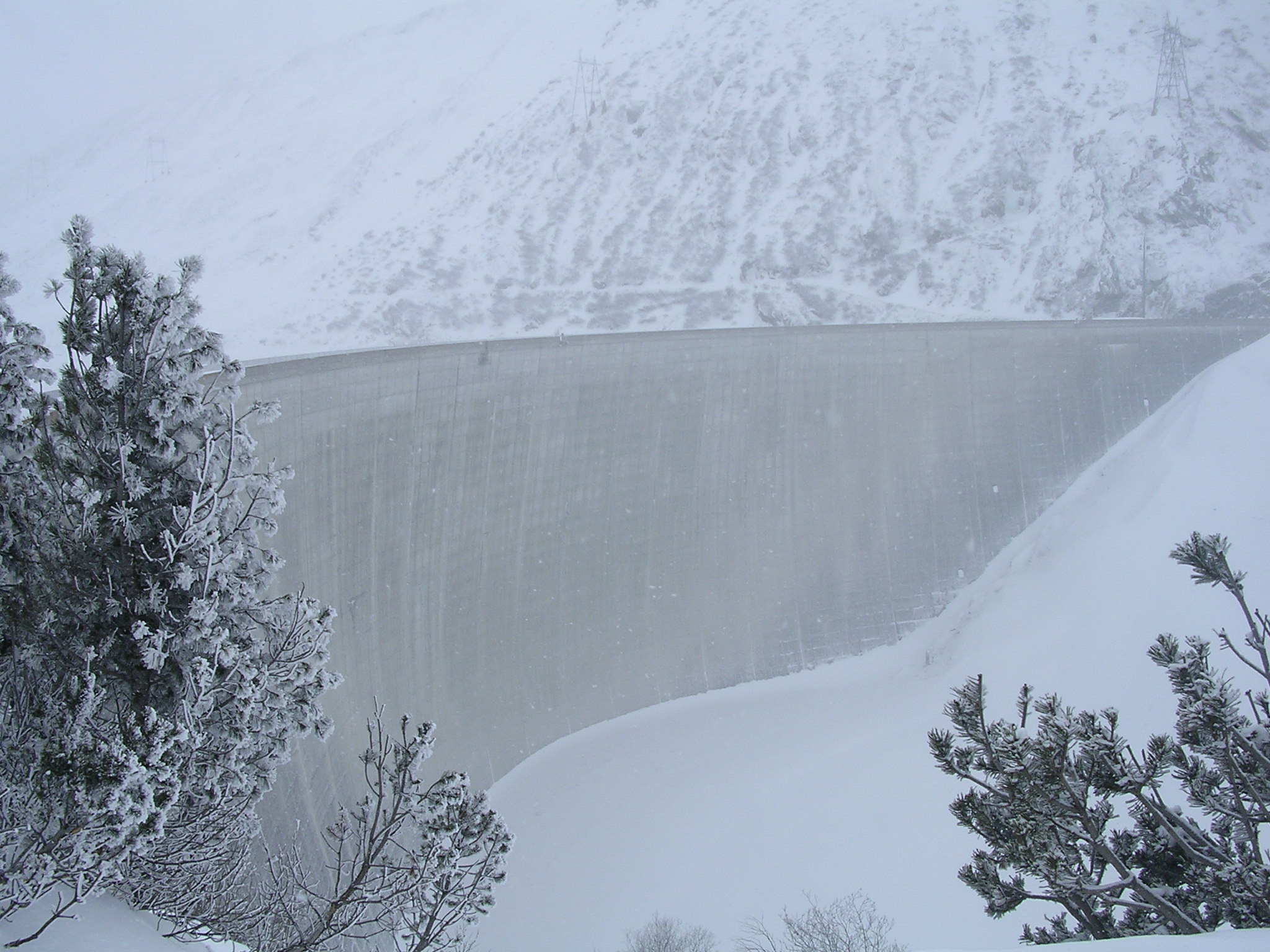
Muro de contención en Lai da Maria Sontga
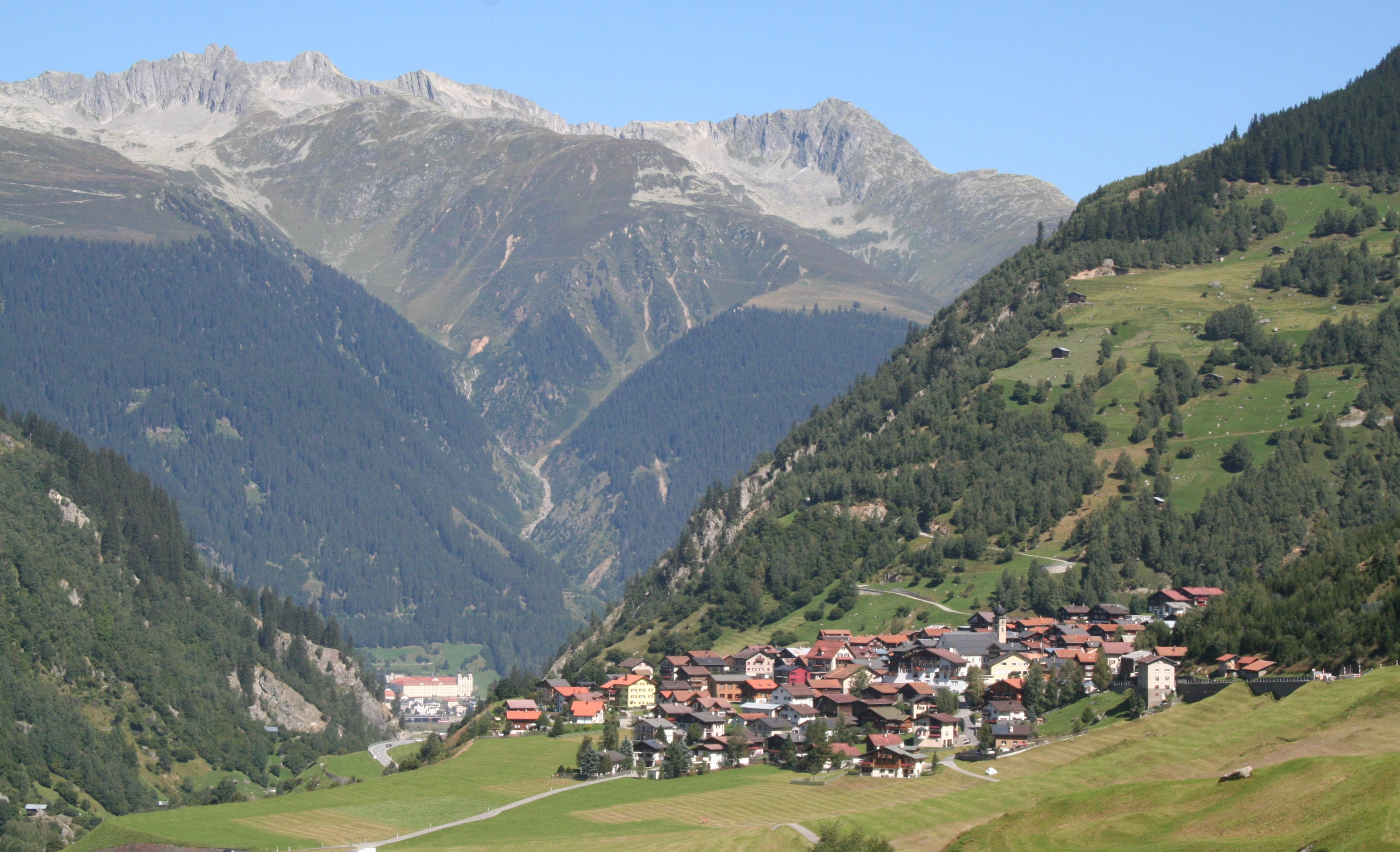
Vistas de Curaglia hacia el valle de Vorderrhein con el monasterio de Disentis
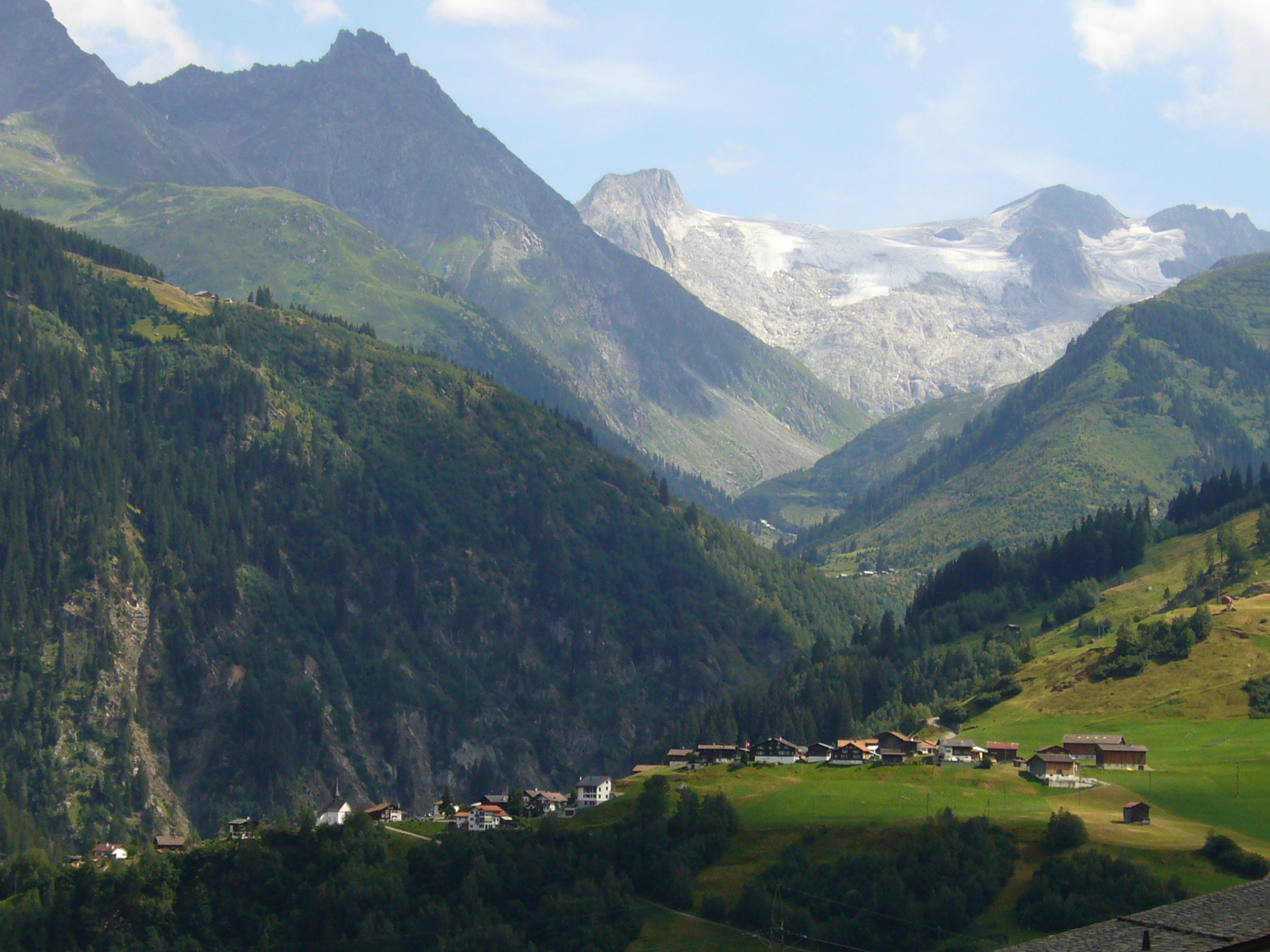
Vista hacia el glaciar Medel.